# مدراوية
مدراوية (الاسم العلمي: Galegeae) هي قبيلة نباتية تتبع فصيلة البقولية من رتبة الفوليات.

## أجناس
- المدرة (الاسم العلمي: Galega)
- القنصور (الاسم العلمي: Colutea)